# 松木 (玉名市)
松木（まつき）は熊本県玉名市の地名。郵便番号は865-0052。

## 地理
菊池川支流・繁根木川北岸に存在する。六田・亀甲・中・繁根木と隣接し、永徳寺とは繁根木川を挟んで隣接する。松木東・松木西と二つに分けられることが多い。ブリヂストン熊本工場が近隣の玉名市河崎地区にあり、松木地区には同工場勤務者のための社宅(ブリヂストン松木東社宅・松木西社宅)が整備されている。国家公務員住宅玉名宿舎も同地区内にあるほか、マンション、アパート等集合住宅も多く、夜間人口が高い地区になっている。

## 世帯数と人口
2015年（平成27年）10月1日現在の世帯数と人口は以下の通りである。
| 町丁 | 世帯数  | 人口    |
| ---- | ------- | ------- |
| 松木 | 671世帯 | 1,318人 |

## 小・中学校の学区
市立小・中学校に通う場合、学区は以下の通りとなる。
| 番地 | 小学校               | 中学校             |
| ---- | -------------------- | ------------------ |
| 全域 | 玉名市立玉名町小学校 | 玉名市立玉名中学校 |

## 交通

### 鉄道
JR九州玉名駅が最寄り駅である。

## 道路
国道、県道は通っていない。

## 施設
- 玉名年金事務所
- 玉名市浄化センター

松木公民館、玉名市し尿処理場は隣接する繁根木地区にある。

## テレビ・ラジオ
- テレビ

熊本県内･･･全局見ることが出来る。電波塔は熊本本局金峰山。横島局も受信可能であるが、アンテナを向けている家庭はない。地上デジタル放送は、熊本局が放送を開始した2006年12月から公式エリア内に入っている。
他県･･･長崎局が受信可能。福岡局は北にある山の影響で受信は困難。
- ラジオ

熊本県内･･･エフエム熊本、熊本放送が聴ける。熊本シティエフエム(熊本市のコミュニティ放送局)も受信可能。
他県･･･エフエム福岡、CROSS FM、天神エフエム、エフエム佐賀、エフエム長崎、エフエム鹿児島、RKBラジオ、KBCラジオ、長崎放送、南日本放送が聴ける。　